# 世界之窓モノレール
世界之窓モノレール（せかいのまどモノレール、英: Window of the World Monorail）は、中華人民共和国広東省深圳市にある世界之窓 (深圳市)のモノレールである。
当モノレールは、世界之窓の来場者を輸送するために園内を周遊している。
当モノレールでは、定員18名の3両編成の列車が運行されている。
スイス企業のインタミン社によって製造され、当路線の成功によってインタミン社は、深圳市に当モノレールの拡大版となる歓楽幹線の建設へと繋がっている。